# Steve Jackson (játéktervező, 1951)
Steve Jackson (Manchester, 1951. május 20. –) angol játéktervező és író. Nevéhez fűződik – Ian Livingstone-nal közösen – a lapozgatós játékkönyvek műfajának megalkotása, a Kaland Játék Kockázat könyvsorozat, és a Games Workshop cég megalapítása.
1975-ben alapította meg akkori lakótársaival, John Peake-kel és Ian Livingstone-nal a Games Workshopot, amely a Dungeons and Dragons egyik első európai forgalmazója volt. 1979-ben Livingstone és Jackson Bryan Ansellel közösen megalapították a szerepjáték-maketteket forgalmazó Citadel Miniaturest.
1981-ben Livingstone-nal a regény és a szerepjáték elemeit ötvözve megírták az első „lapozgatós könyvet”, A Tűzhegy varázslóját, majd a Kaland-Játék-Kockázat számos további kötetét.
Jelenleg a Lionhead Studios-nál dolgozik, amelyet Peter Molyneux-szal közösen alapítottak. Emellett órákat ad játéktervezésből a londoni Brunel University-n.
Gyakran összekeverik Steve Jackson amerikai játéktervezővel, a GURPS és egyéb szerepjátékok szerzőjével. A kavarodást elősegíti az is, hogy az amerikai Steve Jackson is írt néhány könyvet a Kaland Játék Kockázat részeihez.